# Muhammad Rabi Dawa
Muhammad Rabi Hasan Dawa (arab. محمد ربيع حسن دعوة) – egipski zapaśnik walczący w stylu Klasycznym. Brązowy medalista mistrzostw Afryki w 2009 roku.